# Tutto per la mia famiglia
Tutto per la mia famiglia (Your Family or Your Life) è un film per la televisione del 2019 diretto da Tom Shell.

## Trama
Kathy e David sono una coppa felicemente sposata, vivono insieme a April, la loro figlia adolescente. Kethy è un chirurgo mentre David è un avvocato, che per conto del suo cliente Mike sta aiutando la procura a istruire un caso contro Erica Hearns, spietata amministratrice bancaria, la quale è coinvolta in un giro di riciclaggio di denaro sporco. A nulla sono valse le minacce di Erica, che più volte aveva tentato di convincere David a non indagare sulle sue transazioni finanziarie, dunque decide di ricorrere a metodi più drastici, assoldando Ed Brock, un killer senza scrupoli, che prima entra nella casa di David, mentre lui era tutto solo, infine gli spara uccidendolo, dopo averlo costretto a bere e a scrivere una lettera d'addio, facendo passare il suo come un suicidio.
Kathy e April sono sconvolte, ma devono farsi forza per vendicare la sua morte, anche perché non tardano a capire che David non si è tolto la vita, infatti senza che Ed se ne accorgesse, prima di morire David aveva seminato vari indizi che vengono individuati dalla moglie e dalla figlia, che in breve capiscono che è stato ucciso. Kathy può contare anche sull'aiuto della sua amica e collega Michelle, e del detective Jansen.
Grazie all'aiuto di Mike, la vedova trova la valigia, nello spogliatoio del circolo frequentato da David, dove lui aveva raccolto tutta la documentazione per incriminare Erica. Quest'ultima pur di coprire i suoi crimini è pronta a tutto, infatti Ed uccide Mike, mentre Erica rapisce April, quindi Kathy, per riavere sua figlia sana e salva, è costretta a consegnare la valigia a Erica e Ed. Però, con un piano astuto, Kathy e Michelle riescono a salvare April, chiamando la polizia, infine Erica spara a Ed uccidendolo, per evitare che testimoniasse contro di lei, anche se ciò si è rivelato inutile dato che Kathy consegna a Jansen la valigia con tutte le informazioni utili a condannare Erica.
Jansen arresta Erica mentre Kathy, April e Michelle possono ritenersi soddisfatte dato che sono riuscite a rendere giustizia alla memoria di David.

## Cast
L'attrice che interpreta April è la vera figlia di Jennie Garth.